# Sint-Quintinuskerk (Zonhoven)

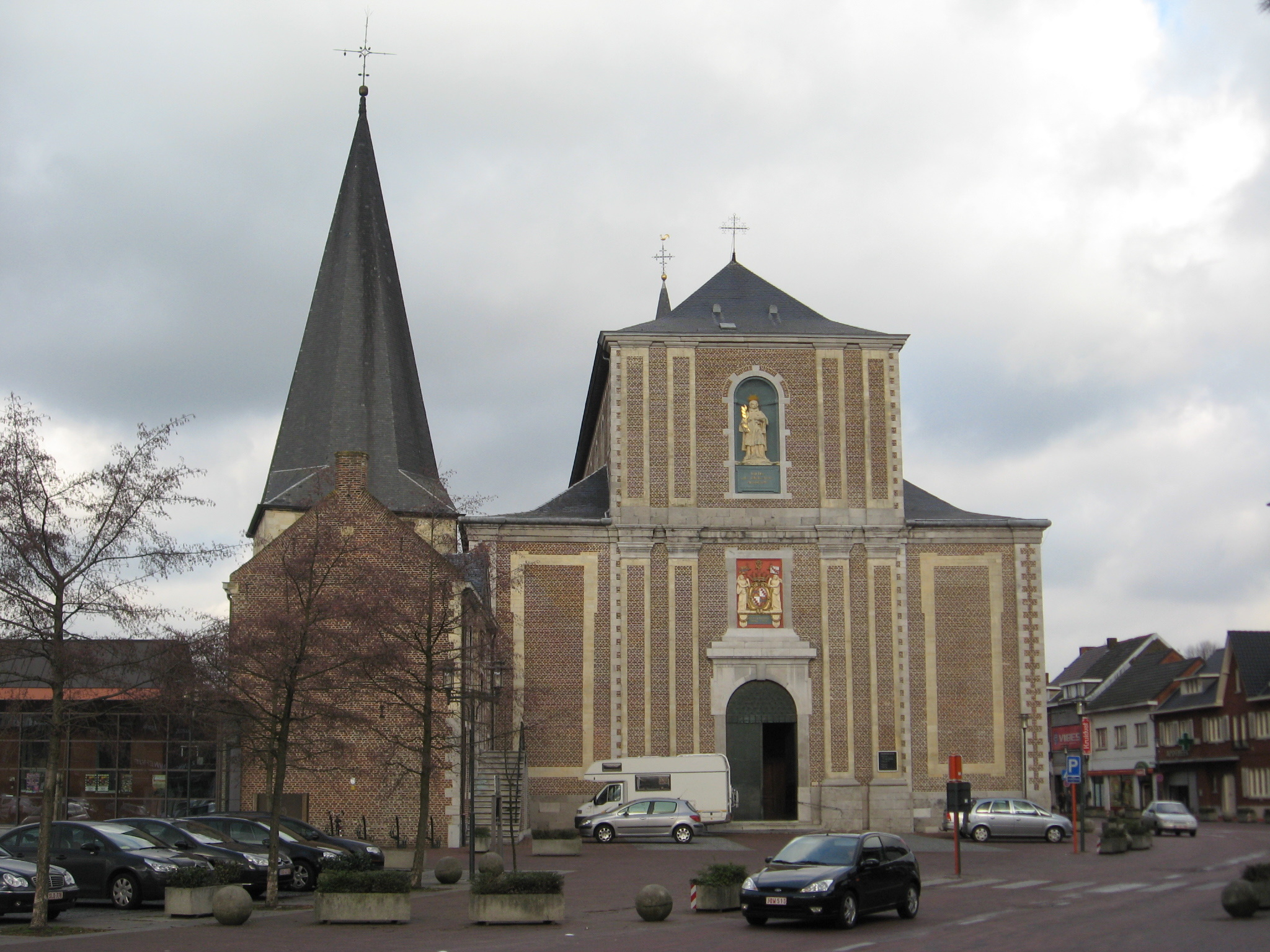
De classicistische Sint-Quintinuskerk met vroeggotische toren

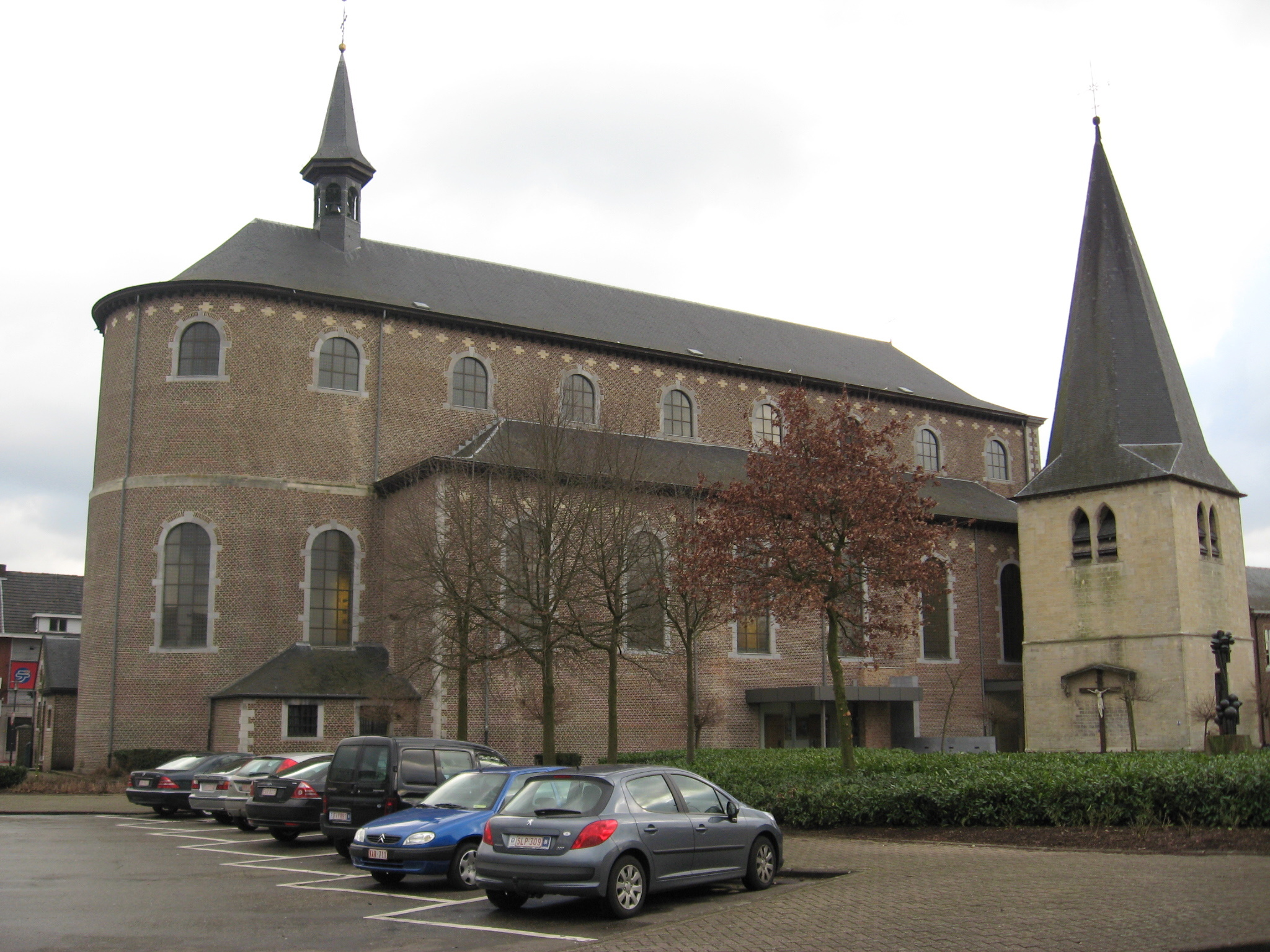
Zicht op het priesterkoor

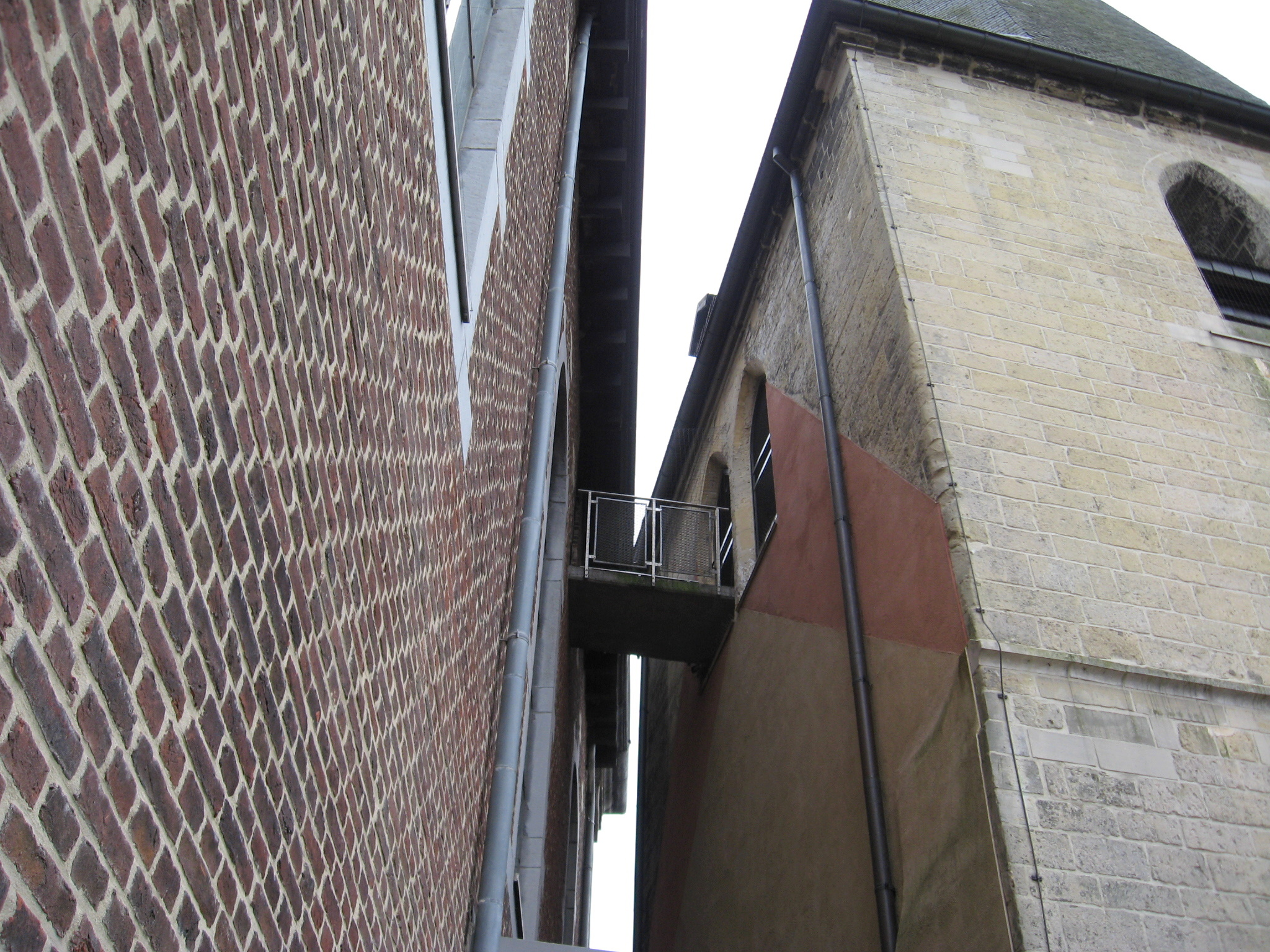
Oostzijde van de toren met afdrukken van de twee vroegere kerken

De Sint-Quintinuskerk is een kerkgebouw in de Belgische gemeente Zonhoven. Het classicistische gebouw is opgetrokken in baksteen en dateert van 1785-1788. De kerk wordt ook wel de Kathedraal van de Kempen genoemd. De kerktoren is vroeggotisch en dateert van het einde van de 13e-begin 14e eeuw. Kerk en kerktoren zijn beschermd als monument.

## Geschiedenis

### Vroegere kerken
Zonhoven was sinds de 9e eeuw een dochterparochie van Hasselt en kreeg al vlug een kleine bijkerk. Over deze eerste kerk, waarschijnlijk een houten gebouw, zijn nauwelijks gegevens bekend. Omwille van de grote afstand tot de moederparochie verkreeg ze het doopselrecht. De patroonheilige van de Zonhovense parochie, die in de 12e eeuw zelfstandig werd, was Sint-Quintinus, dezelfde als deze van Hasselt.
De parochie bleef onder de bescherming en de invloed staan van de abdij van Herkenrode. De abdis had het recht een kandidaat voor te stellen voor de pastoorsfunctie. Het kwam erop neer dat de voorgestelde kandidaat vrijwel altijd tot pastoor werd benoemd. Zowel de abdis als de pastoor hadden ieder de helft van de tienden ter beschikking en stonden in voor het onderhoud en het herstel van de kerk.
Op het einde van de 13e eeuw of het begin van de 14e eeuw werd een eerste stenen kerk gebouwd. Het werd een vrij kleine vroeggotische kerk met vierkante westertoren. De muren van de toren hadden een dikte van 1,6 meter waardoor de toren ook kon dienen als toevluchtsoord in tijden van belegering of oorlog. Het onderhoud van de toren viel daarom ten laste van de gemeente.
Begin 15e eeuw was de kerk reeds te klein geworden en er werd een grotere, eveneens gotische kerk, tegen de toren aan gebouwd. Tezamen met de nieuwe kerk werd in 1424 de eerste kapelaan in de parochie benoemd.

### Bouwgeschiedenis huidige kerk

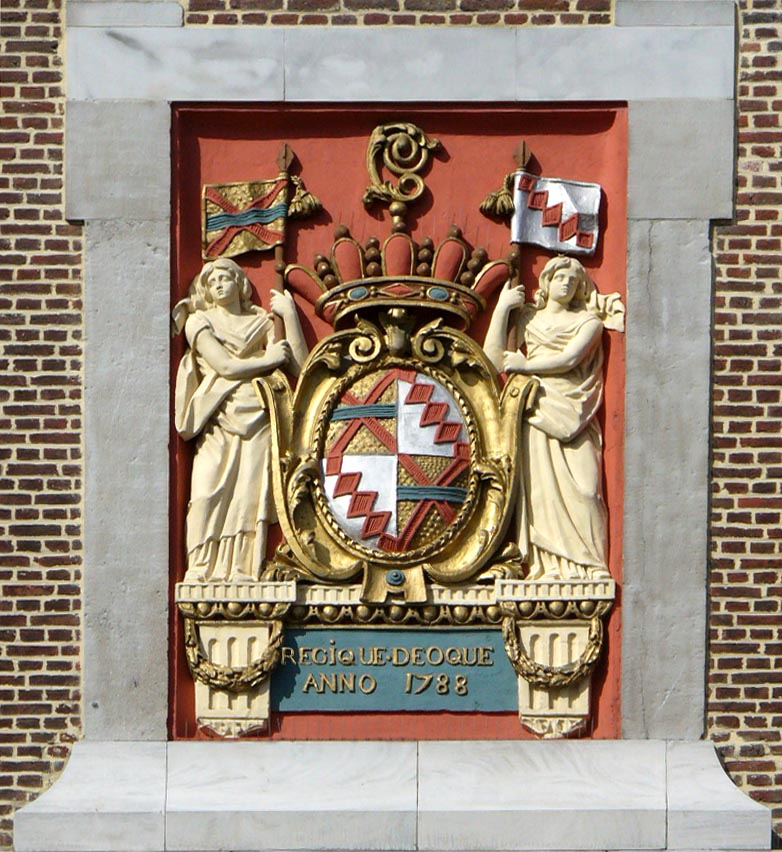
Wapenschild van abdis van Herkenrode Augustina van Hamme en haar spreuk Regique Deoque (Voor Koning en God), boven de ingang van de kerk

Omstreeks 1765 werd de steenweg Hasselt-Eindhoven aangelegd doorheen de dorpskom van Zonhoven. De weg liep vlak naast de kerk en zorgde eveneens voor een bevolkingsgroei in de parochie.
In 1785 telde de parochie 2400 inwoners en was de kerk te klein geworden om het groeiende bevolkingsaantal op te kunnen vangen. Op 28 maart 1785 werd een overeenkomst tussen abdis Augustina van Hamme en de toenmalige pastoor Libens van Zonhoven afgesloten over de bouw van een nieuwe kerk en de financiering ervan. Elke partij zou de helft van de bouwkosten dragen.
De nieuwe kerk zou op de plaats van de bestaande kerk gebouwd worden en de kerktoren, die nog in goede staat was, bleef behouden. Wegens de ligging tegen de weg Hasselt-Eindhoven en de Roosterbeek diende de nieuwe kerk in de dwarse richting geplaatst te worden en werd ze zo breed als de voorgaande kerk lang was geweest. De benodigde grond voor de grotere kerk werd op 13 juni 1785 aangekocht van priester en oud-kapelaan Antoon Lenaerts, wiens huis een eind noordelijker werd heropgebouwd. Verder werd nog bouwgrond gekocht van zijn familie. De nabijgelegen Roosterbeek werd eveneens verlegd om aan de nieuwe kerk haar lengte te kunnen geven.
Eveneens op 13 juni werd de overeenkomst tussen de abdis en de burgemeester afgesloten in verband met de bouw van de kerk. Op 14 juli 1785 werd de oude kerk afgebroken en werd een noodkerk opgericht op het plein van de Heuven (de huidige beschermde Kapelhof). Omwille van de moerassige ondergrond werden de fundamenten ondersteund door 700 eikenstammen die vanuit Bokrijk werden aangevoerd. De boomstammen werden doormidden gezaagd en naast elkaar gelegd in diep uitgegraven grachten. De bakstenen werden in het Houthalense gehucht Laak vervaardigd en dienden zowel voor de bouw van de kerk als de bouw van het nieuwe gemeentehuis dat vlak naast de kerk zou gebouwd worden.
Tegen Kerstmis 1788 werd de eerste zondagmis opgedragen in de nog niet geheel voltooide kerk; op verzoek van de parochianen werd nog een dakruiter geplaatst.

## Kenmerken

### Kerk

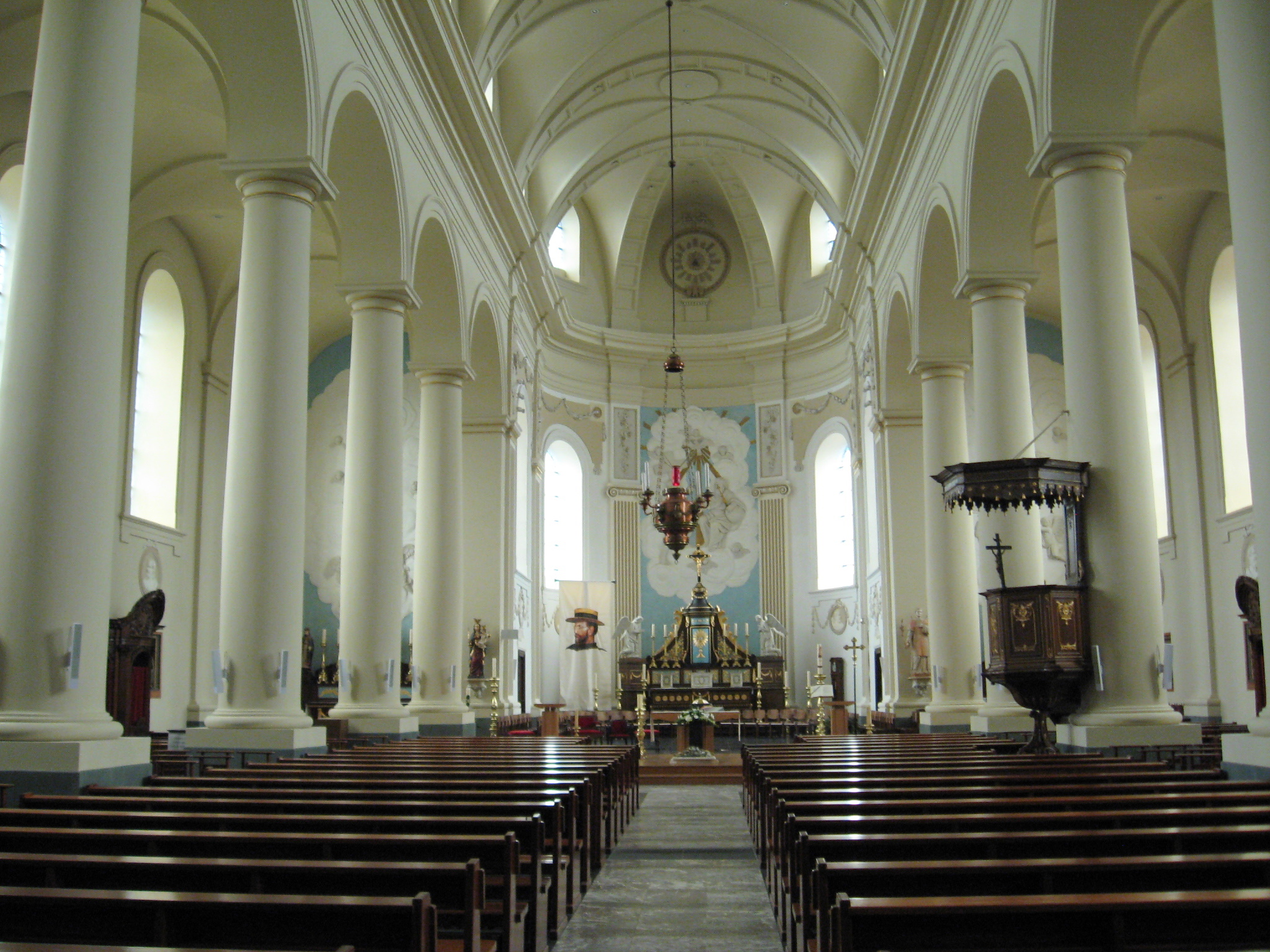
Interieur

De Sint-Quintinuskerk is een classicistische kerk met een vrijstaande, lage vroeggotische kerktoren die door een smal gedeelte met het schip van de kerk verbonden is.
De kerk heeft een basilicaal driebeukig middenschip bestaande uit zeven traveeën. Het priesterkoor bevat een quasi halfronde apsis. Het schip van de kerk is 39 meter lang en 21 meter breed. Het koor is 11 meter lang en 10 meter breed. De middenbeuk heeft twaalf Toscaanse zuilen die de twaalf apostelen voorstellen.
De drie grote stucwerken in het koor (Heilige Drievuldigheid) en de twee zijbeuken (Hemelvaart van Christus en Tenhemelopneming van Maria) zijn van de hand van de Luikenaar André-Martin Vivroux. Aan de zijmuren hangen de veertien gepolychromeerde kruiswegstaties van Aloïs De Beule uit 1904. Boven elke statie hangt telkens een medaillon dat een apostel voorstelt. In totaal zijn er veertien medaillons: de twaalf apostelen waaraan Paulus en Barnabas werden toegevoegd. In het koor hangen de medaillons van de vier evangelisten. Het rozet in het koor is eveneens uit stucwerk omdat de kerk naar het noorden gericht is wegens het plaatsgebrek bij de bouw ervan.
Het interieur is hoofdzakelijk classicistisch (altaar, biechtstoelen, preekstoel) met een beeld van Anna te Drieën en een wijwatervat afkomstig uit de oude gotische kerk. De kerk bezit drie altaren: het hoofdaltaar in Lodewijk XV-stijl, het linker zijaltaar (Sint-Eligiusaltaar) en het rechter zijaltaar (Sint-Anna-altaar).
In de hoge voorgevel is boven het portaal het wapenschild van abdis Augustina van Hamme aangebracht. Daarboven bevindt zich in een rondbogige nis het beeld van de heilige Quintinus.
Nadat in 1949 de voorgevel reeds beschermd werd als monument, werd in 1983 het volledige kerkgebouw beschermd.
In de periode 2008-2009 werd kerk aan de binnenzijde volledig gerestaureerd. De voorgevel werd in 1971-1972 gerestaureerd.

### Orgel

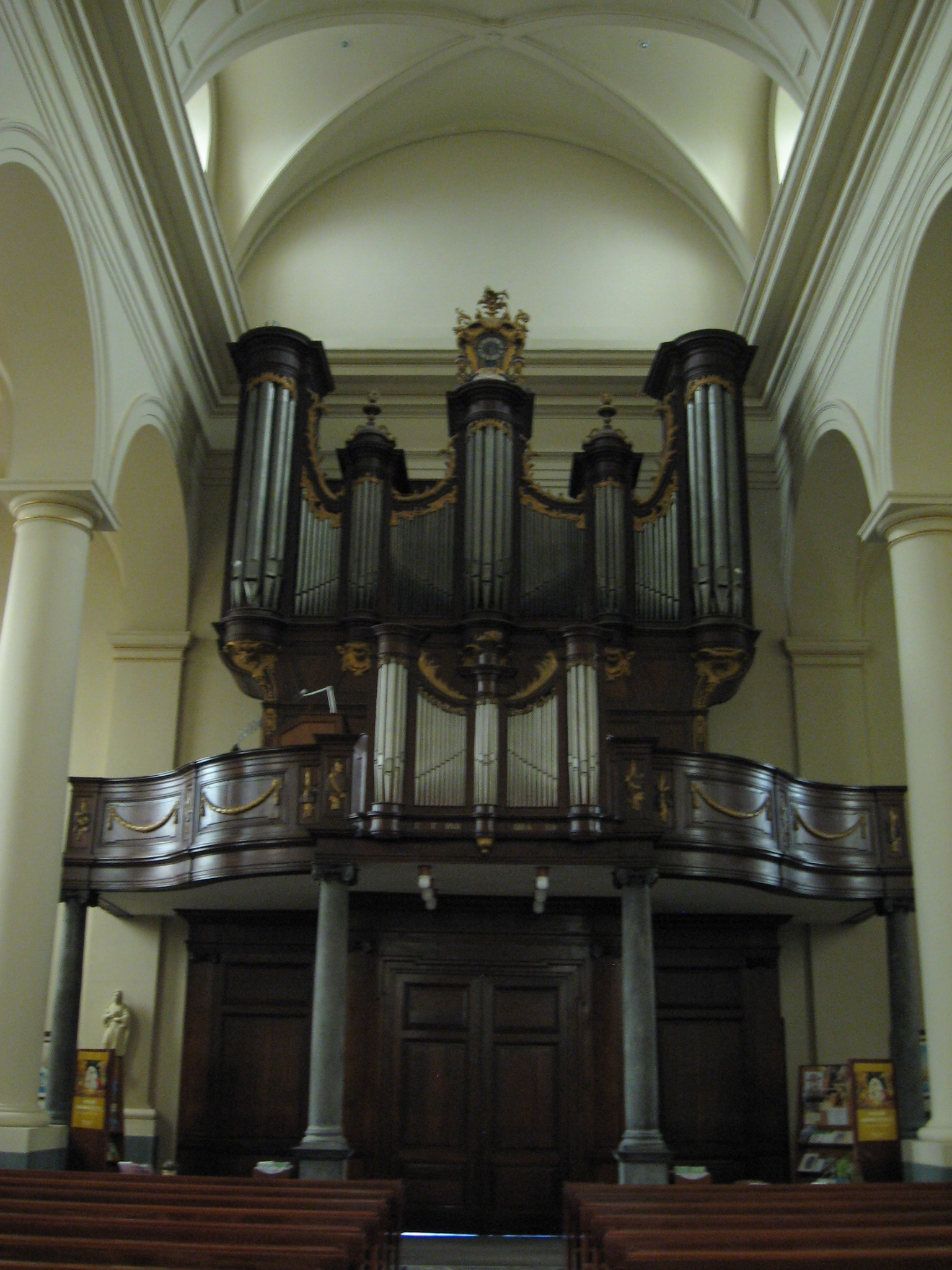
Robustelly-orgel

In de kerk bevindt zich een Robustelly-orgel waarvan het oudste gedeelte gebouwd werd in 1664 door Pascal Limbourg die gebruik maakte van materiaal uit het orgel van de Utrechtse Janskerk. Van 1761 tot 1763 werd het orgel door Robustelly volledig omgebouwd. Hij bouwde eveneens de orgelkast. Met 2446 orgelpijpen en 40 registers is dit orgel het tweede grootste van de provincie. In het orgel zijn nog vijf originele registers te vinden. Dit orgel is afkomstig van de abdij van Val-Saint-Lambert waar het in gebruik was sinds 1664. Na de opheffing van de abdij in 1797 werd het orgel in 1820 door Arnold Graindorge heropgebouwd in de Zonhovense kerk. Orgel en orgelkast zijn in Franse rococostijl gebouwd.

### Toren

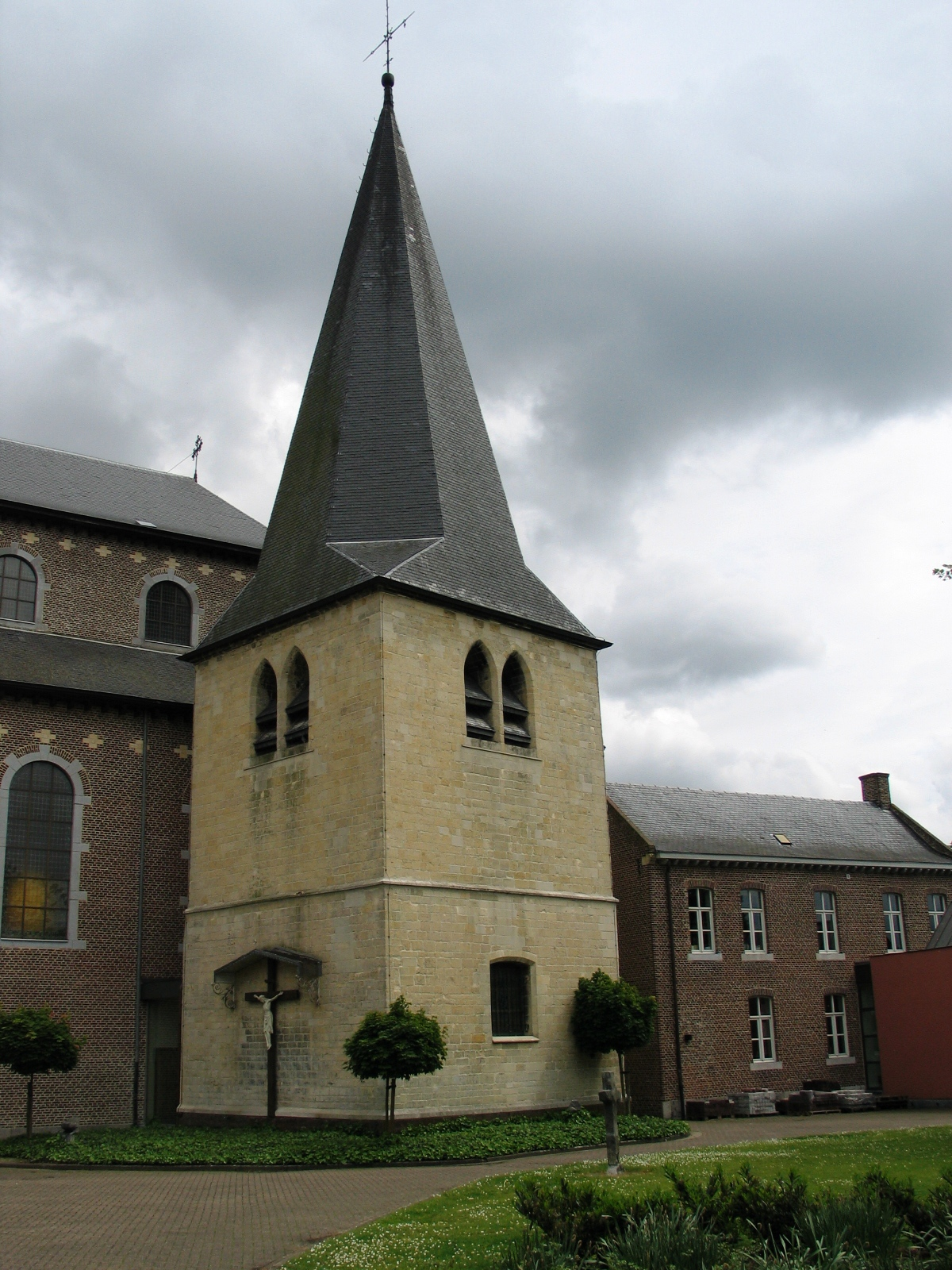
Vroeggotische kerktoren

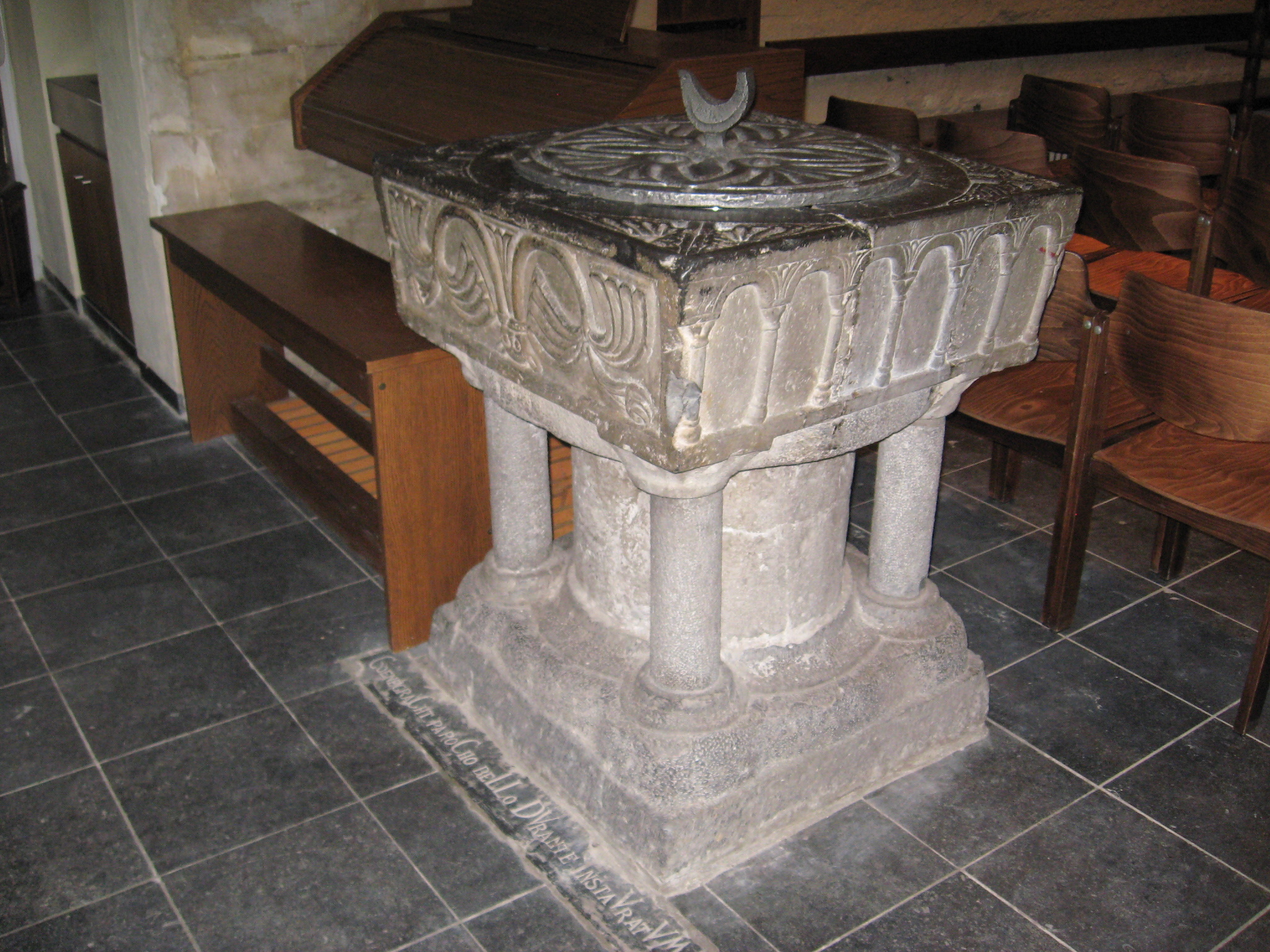
Romaanse doopvont uit de 12e eeuw

De toren van het einde van de 13e of het begin van de 14e eeuw is in tegenstelling tot de kerk eigendom van de gemeente Zonhoven. Ze is vierkant met zijden van ruim acht meter en muren die ruim 1,6 meter dik zijn. De hoogte van de toren bedraagt 31 meter en is daarmee lager dan de hoogte van het kerkgebouw. Aan de buitenzijde, tegen de oostelijke gevel zijn de sporen van de twee vroegere kerken die tegen de toren gebouwd waren.
Onderaan in de toren bevindt zich de doopkapel met een romaanse doopvont uit de 12e eeuw. Deze doopvont werd door de parochie Hasselt geschonken bij de oprichting van de parochie Zonhoven. In de toren bevinden zich drie oude klokken: een Mariaklok uit 1443, een Sint-Quintinusklok van Jan Waghevens uit 1552 en een Mariaklok van Henri Grongnart uit 1612.
De toren wordt gedekt door een ingesnoerde torenspits.
In 1949 werd de toren werd samen met de romaanse doopvont beschermd als monument.

## Pastoors sinds 1785

### Parochie Zonhoven behorend tot het dekenaat Hasselt
- 1785-1823: Mathias Jacobs, afkomstig van Zonhoven
- 1823-1831: Petrus Tessens, afkomstig van Kwaadmechelen
- 1831-1888: Fredericus Nass, afkomstig van het Nederlandse Neerlangel
- 1888-1897: Alphonsus Claessen, afkomstig van het Nederlandse Maastricht
- 1897-1928: Felix Coenegracht, afkomstig van Oostham
- 1928-1940: Jozef Kuypers, afkomstig van Opoeteren
- 1940-1944: Karel Jans, afkomstig van Hasselt
- 1944-1958: Jaak Gebels, afkomstig van Beek
- 1958-1964: Jaak Breemans, afkomstig van Gerdingen
- 1964-1980: Camiel Engelbos, afkomstig van Buvingen
- 1980-1987: Leonard Schetz, afkomstig van Bocholt

### Parochie Zonhoven behorend tot het dekenaat Zonhoven-Houthalen
- 1987-2006: Wim Cortleven, pastoor-deken, afkomstig van Lanaken

### Parochiefederatie Zonhoven behorend tot het dekenaat Hasselt
- 2006-2012: Marcel Jans, afkomstig van Zonhoven
- 2012-2019: Rik Renckens, afkomstig van Overpelt

### Pastorale Eenheid Zacheüs Zonhoven behorend tot het dekenaat Hasselt
- 2019-2020: Rik Renckens, afkomstig van Overpelt
- 2020-heden: Wim Simons, afkomstig van Guigoven.[1][2]

## Fotogalerij

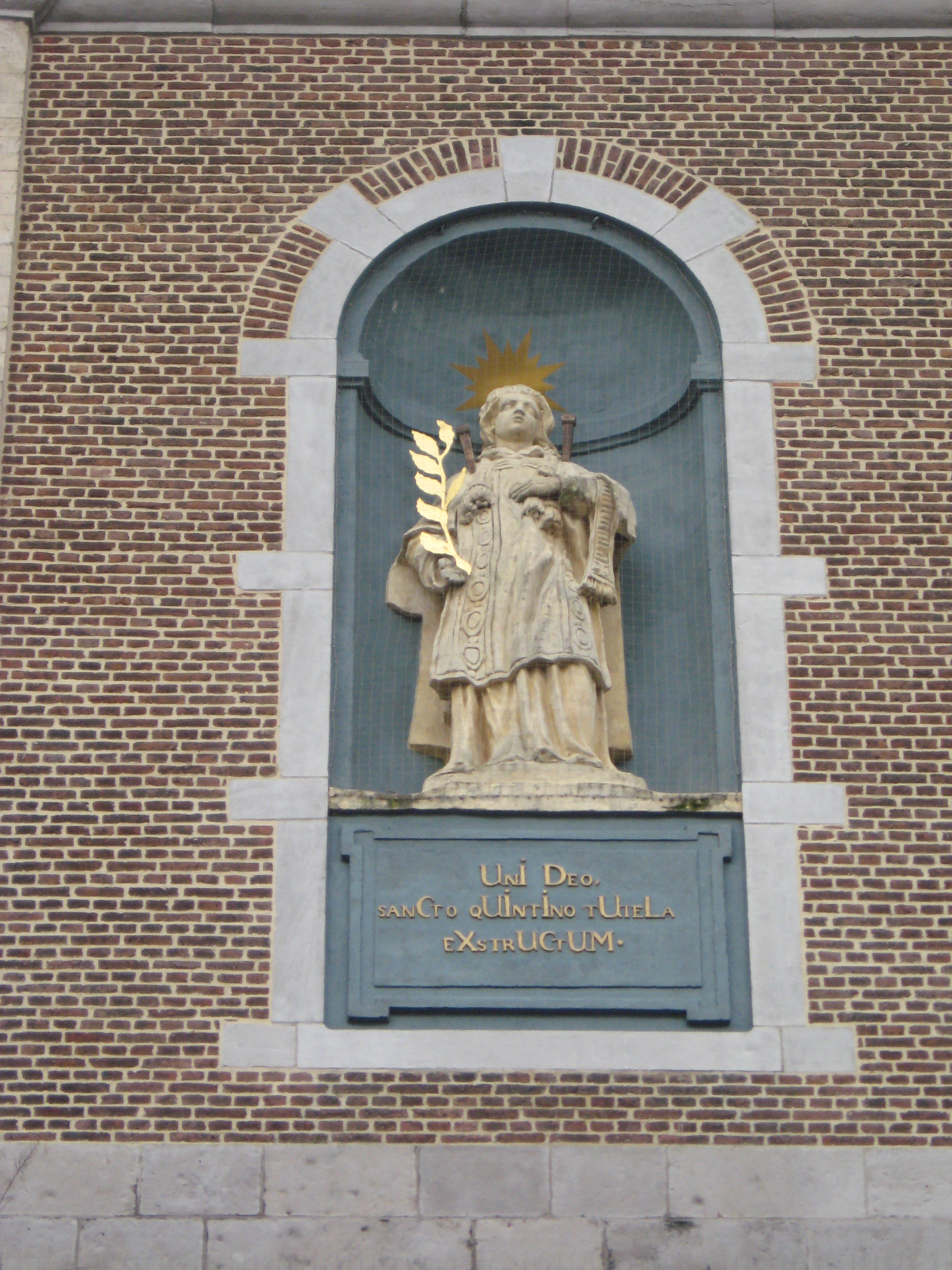
Beeld van Sint-Quintinus in voorgevel
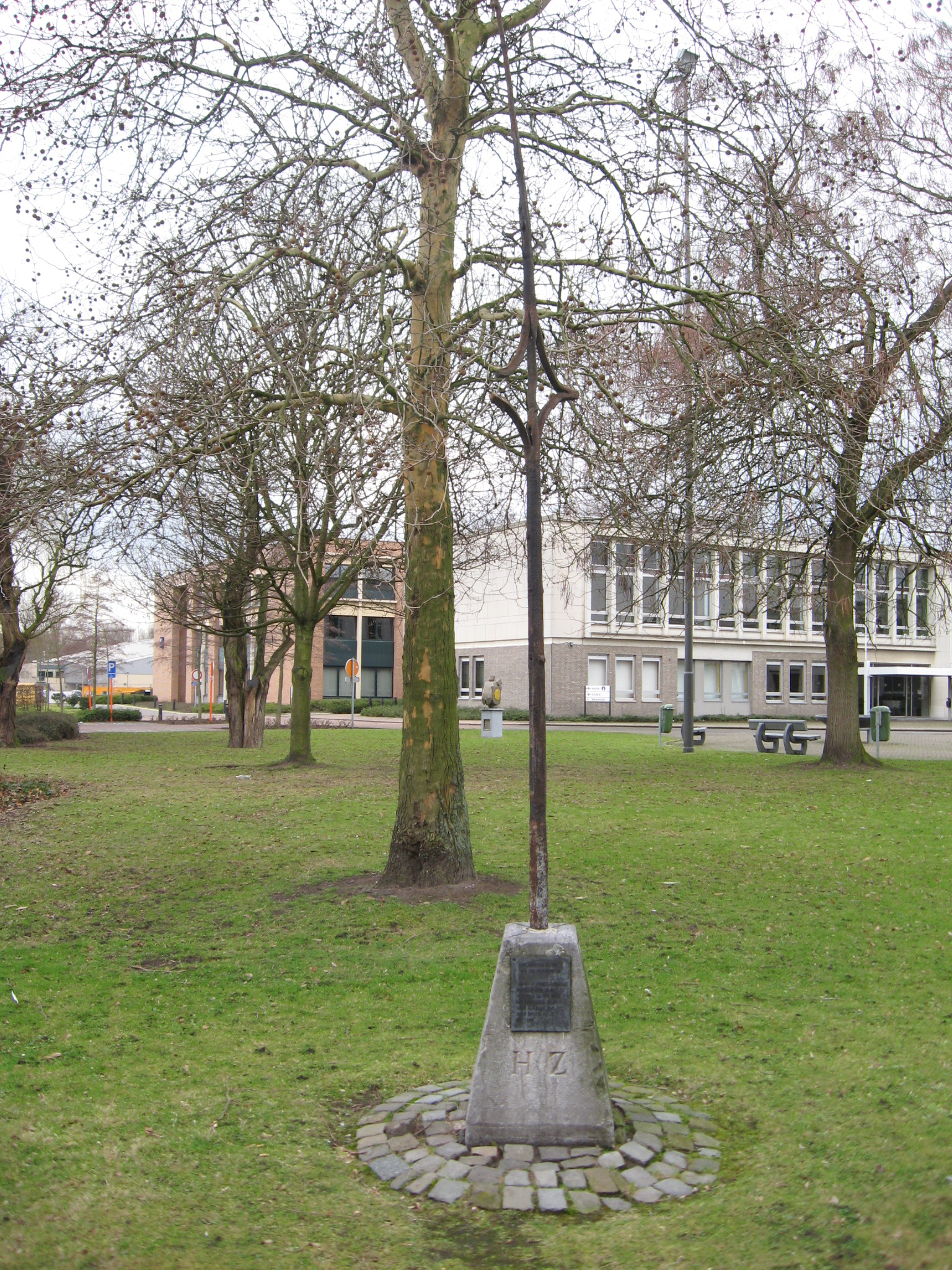
Oud torenkruis zonder armen (afgezaagd tijdens Franse Revolutie)
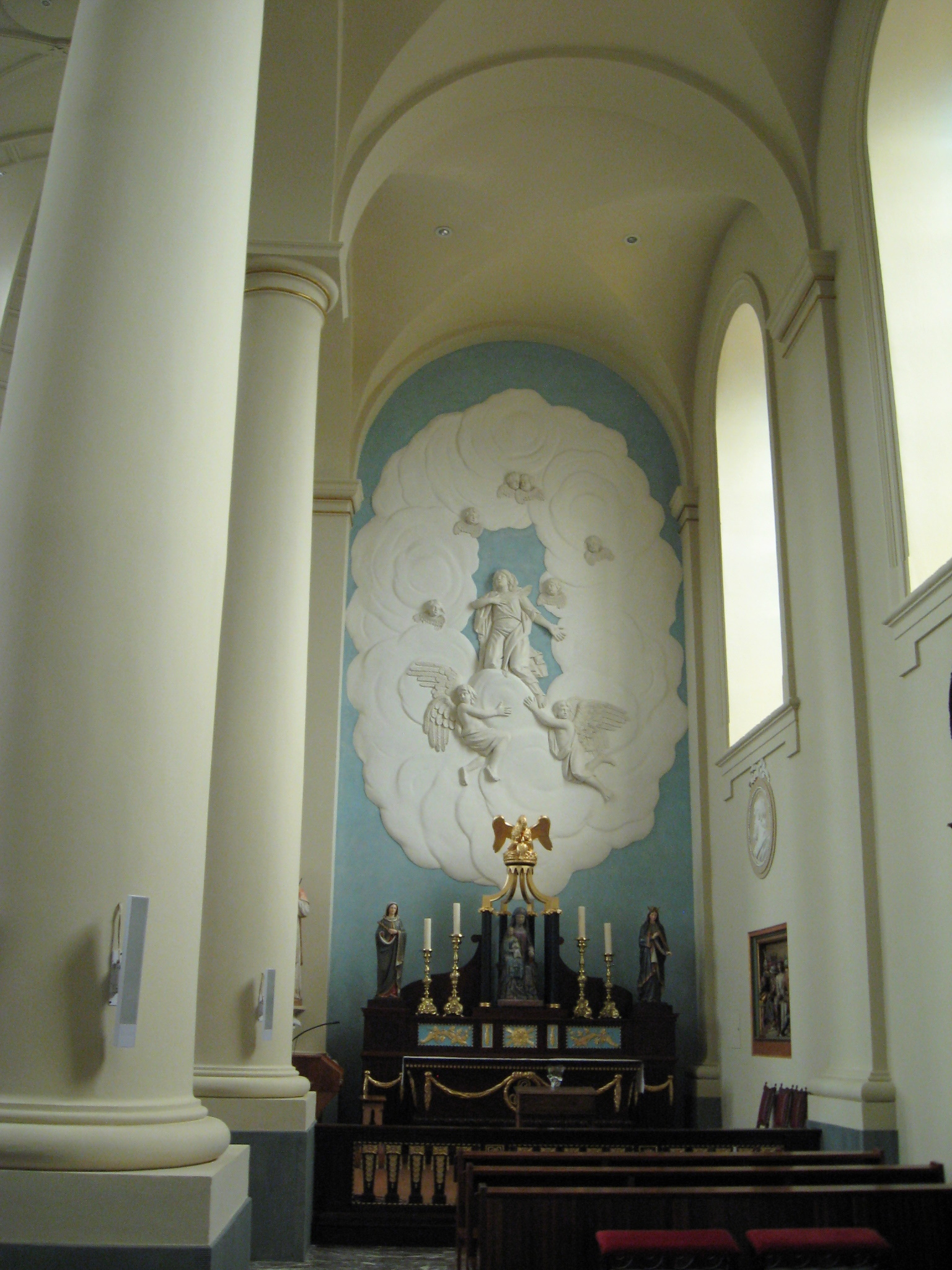
Zijbeuk met stucwerk van A.-M. Vivroux
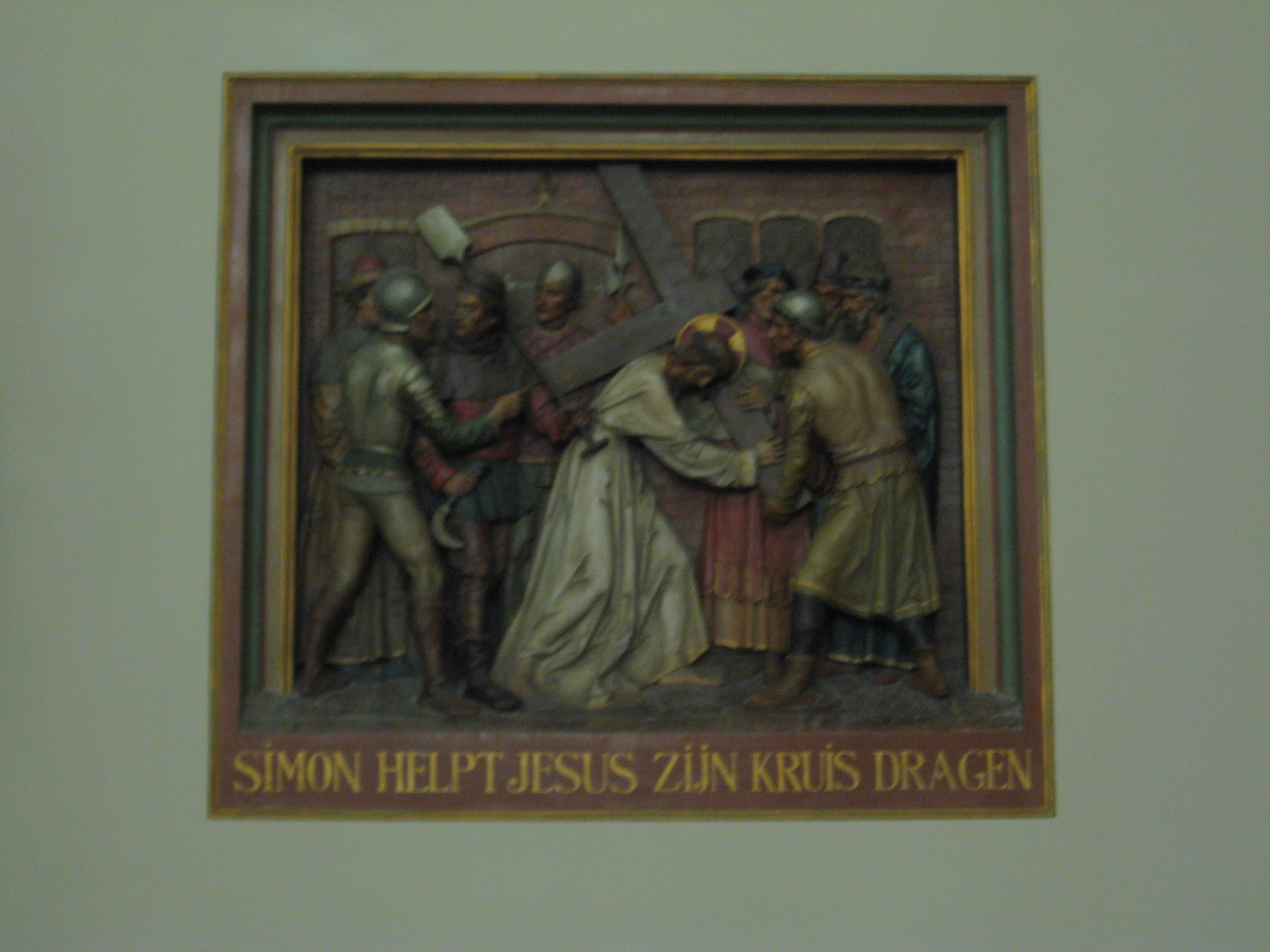
Kruisweg van A. De Beule
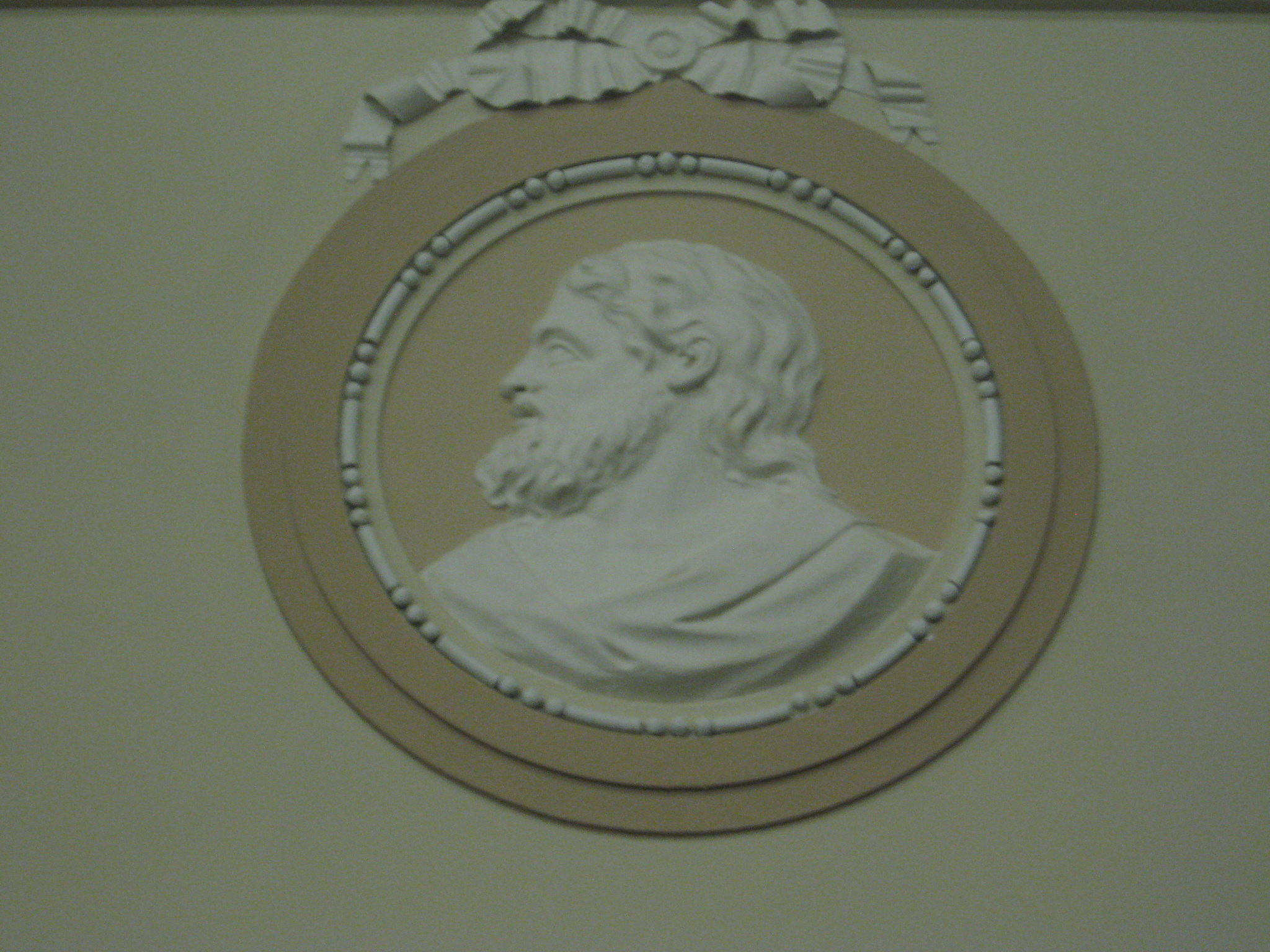
Medaillon tegen muur
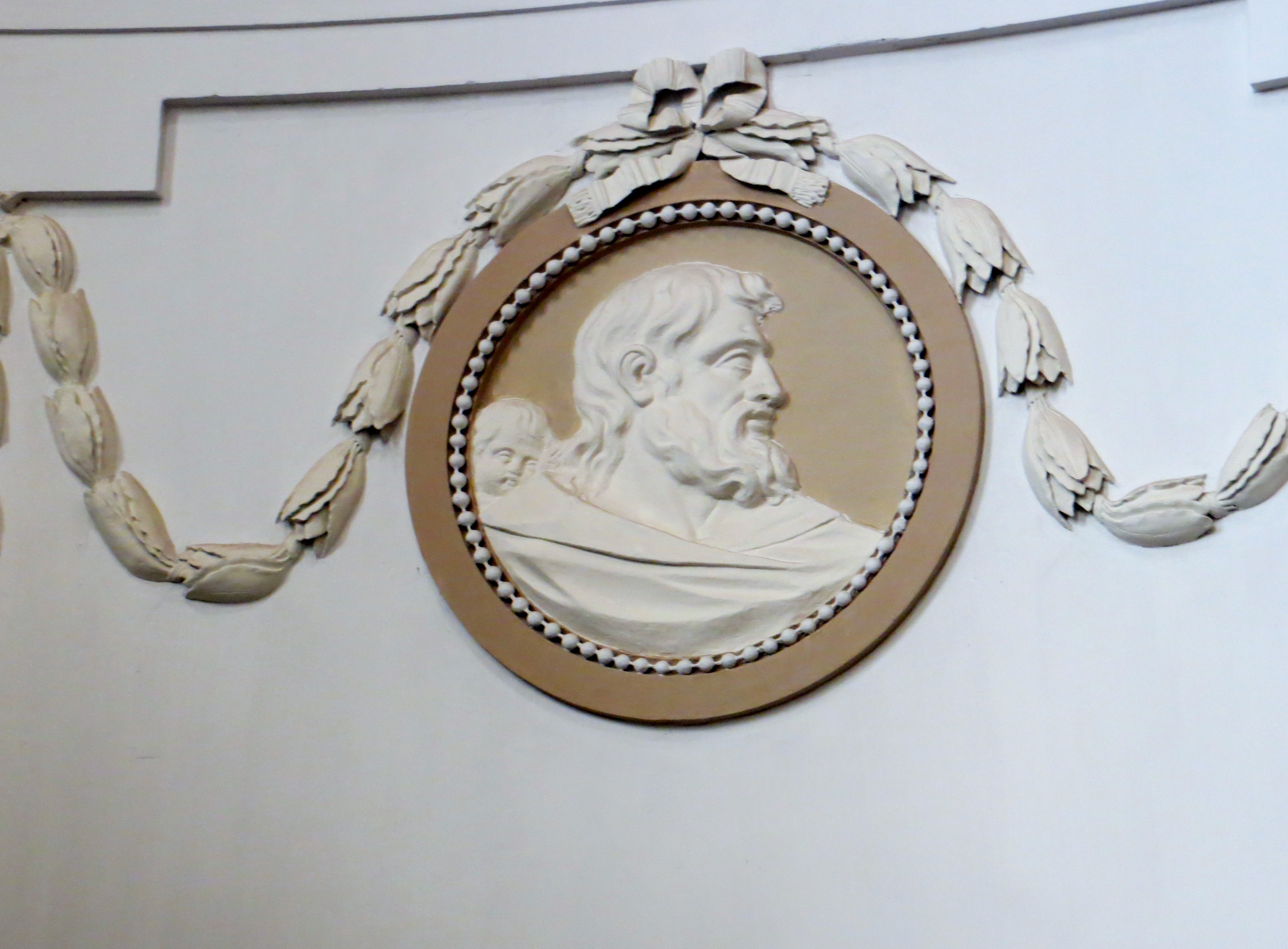
Medaillon Mattheus
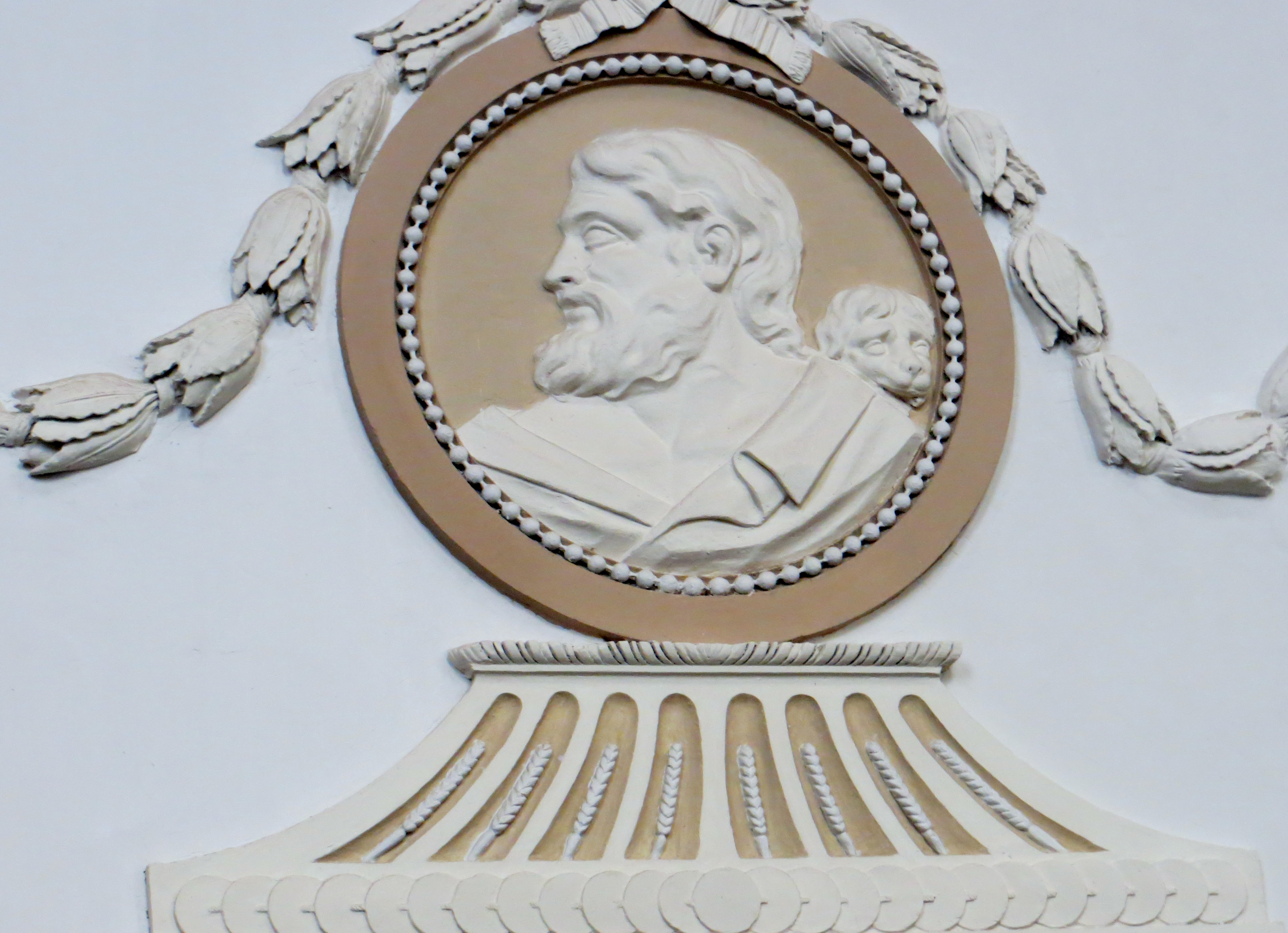
Medaillon Marcus
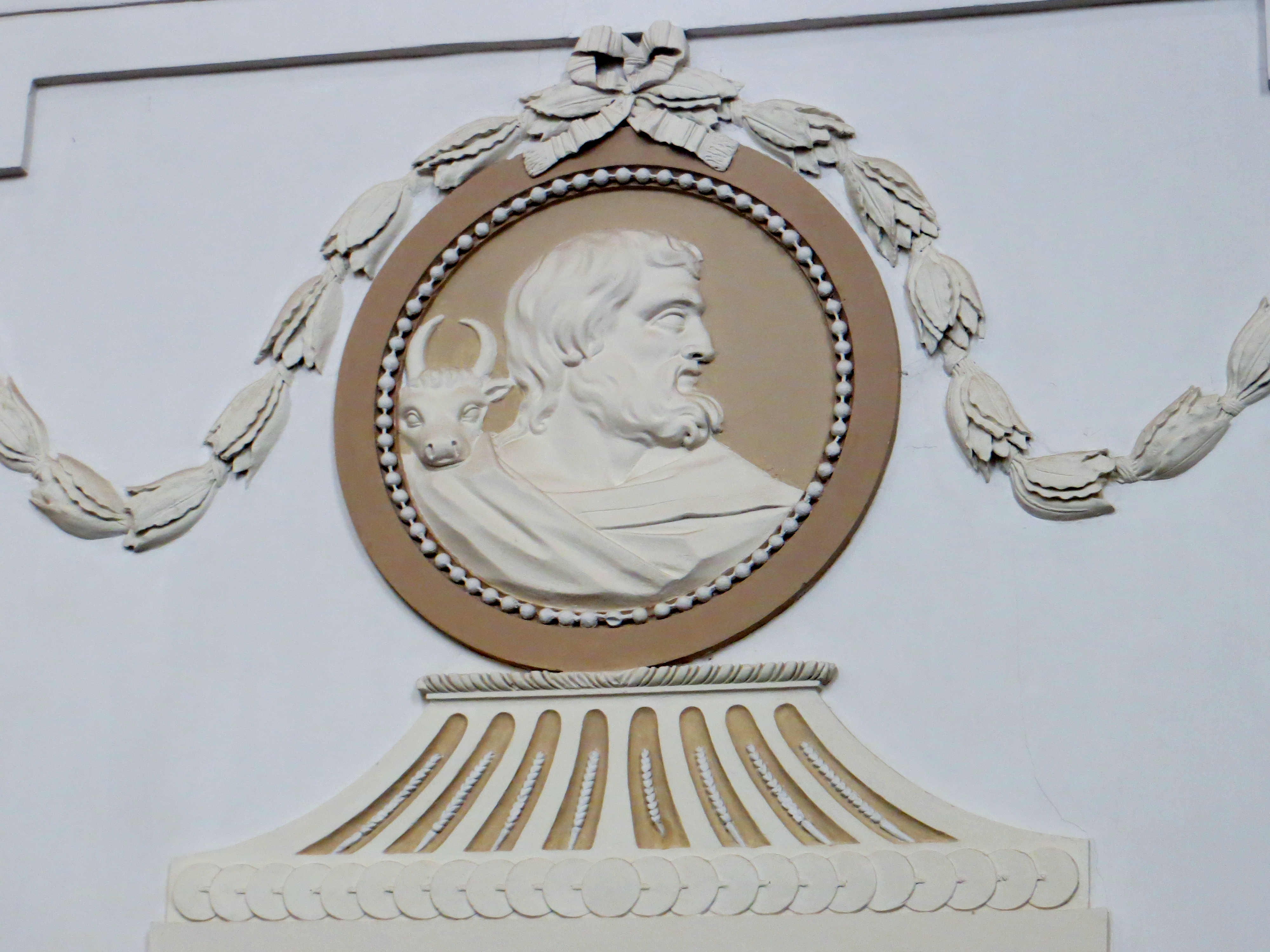
Medaillon Lucas
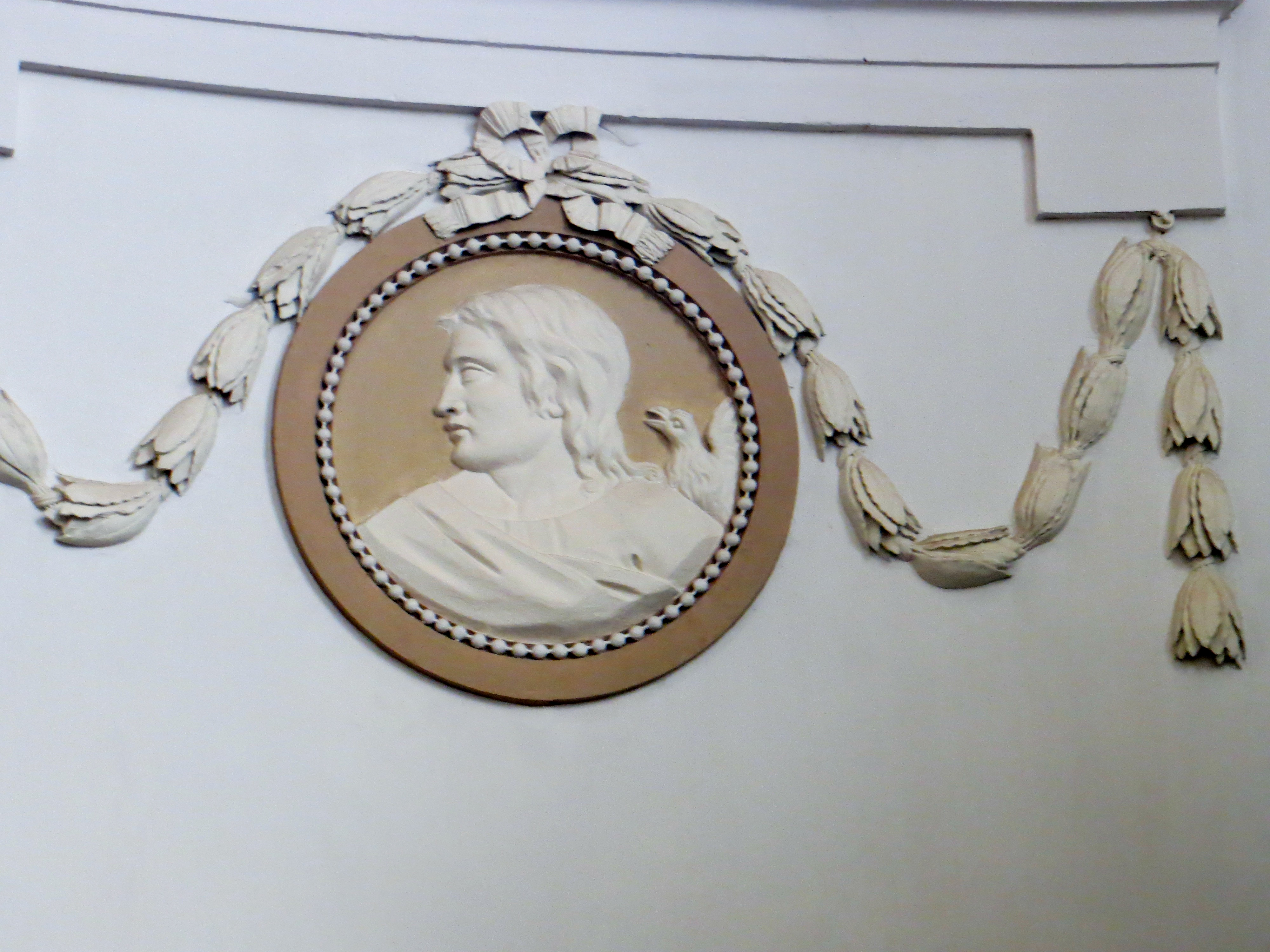
Medaillon Johannes
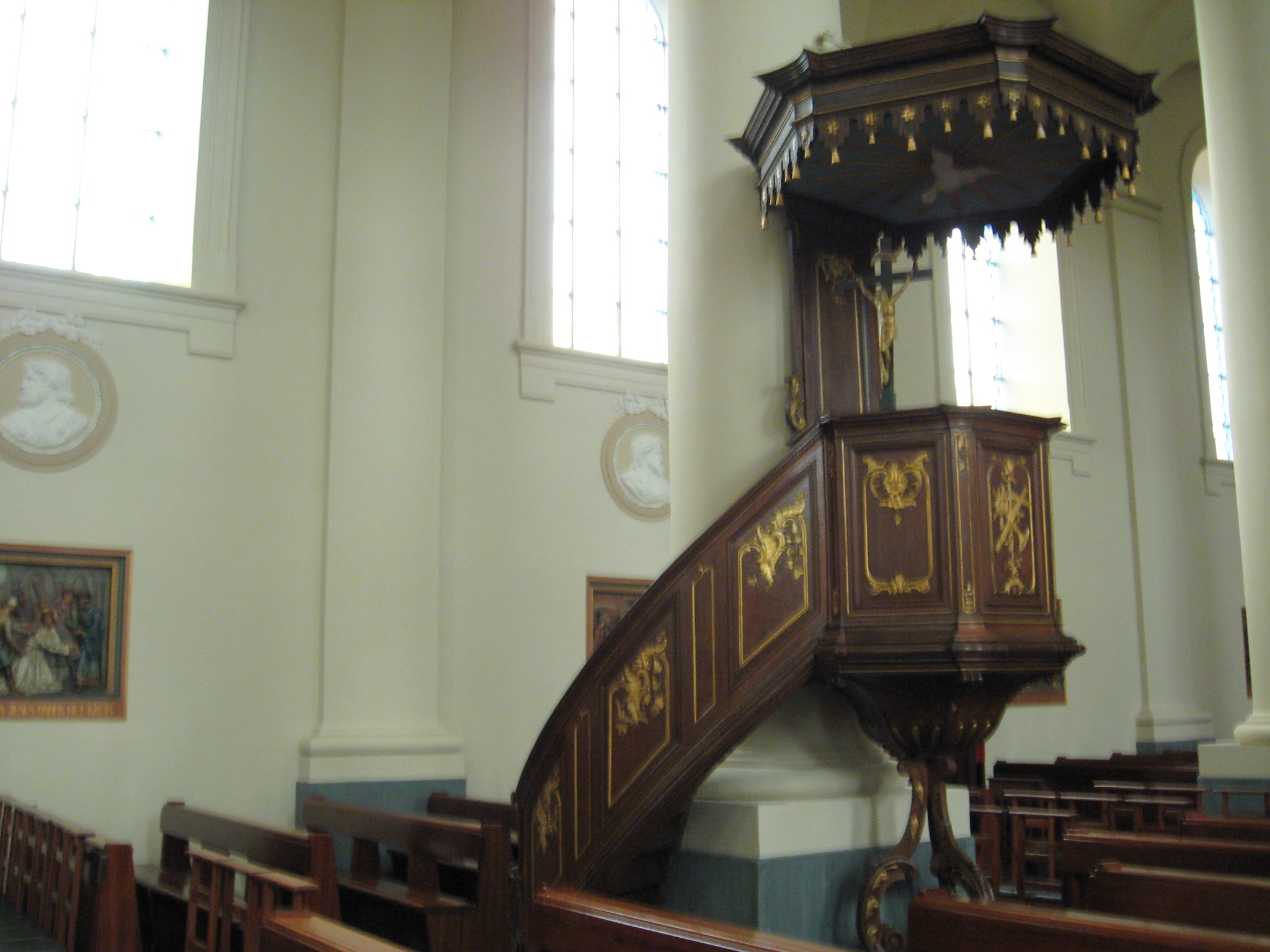
Preekstoel uit 1765
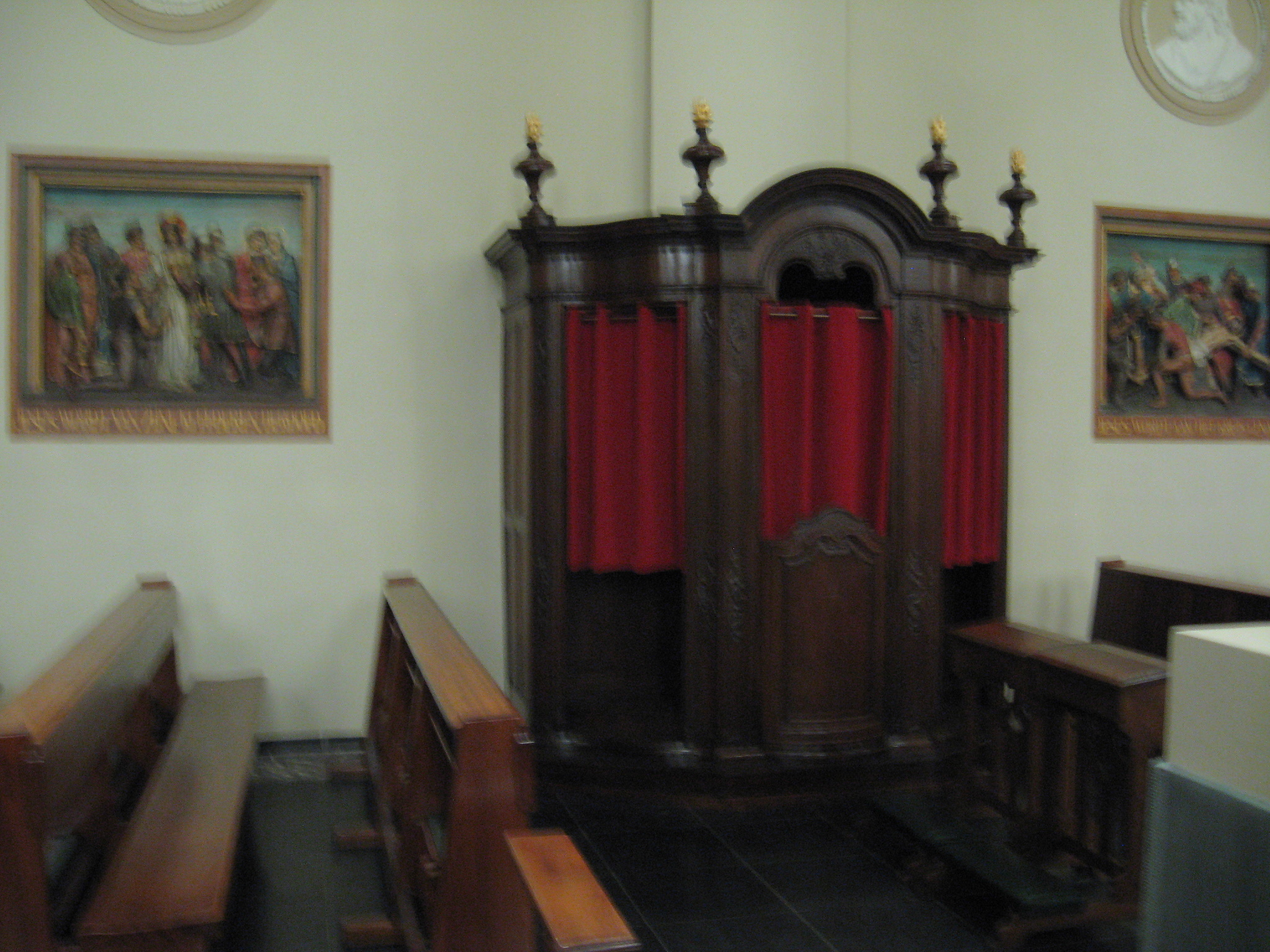
Biechtstoel uit de 18e eeuw